# Eucamptodon pilifer
Eucamptodon pilifer là một loài rêu trong họ Dicnemonaceae. Loài này được Mitt. mô tả khoa học đầu tiên năm 1869.